# Ga BIT Zone
Ga BIT Zone là ga tàu điện ngầm trên Tuyến 1 của Tàu điện ngầm Incheon.

## Bố trí ga
| Techno Park ↑              |
| \| N/B                     |
| ↓ Đại học Quốc gia Incheon |

| Hướng Bắc | ← ● Incheon tuyến 1 Hướng đi Gyeyang                             |
| Hướng Nam | → ● Incheon tuyến 1 Hướng đi Công viên lễ hội ánh trăng Songdo → |